# Marcio Ravelomanantsoa
Marcio Ravelomanantsoa (sinh ngày 15 tháng 10 năm 1996) là một cầu thủ bóng đá Madagascar hiện đang thi đấu ở vị trí tiền đạo cho câu lạc bộ JET Kintana.